# Japonská mytologie

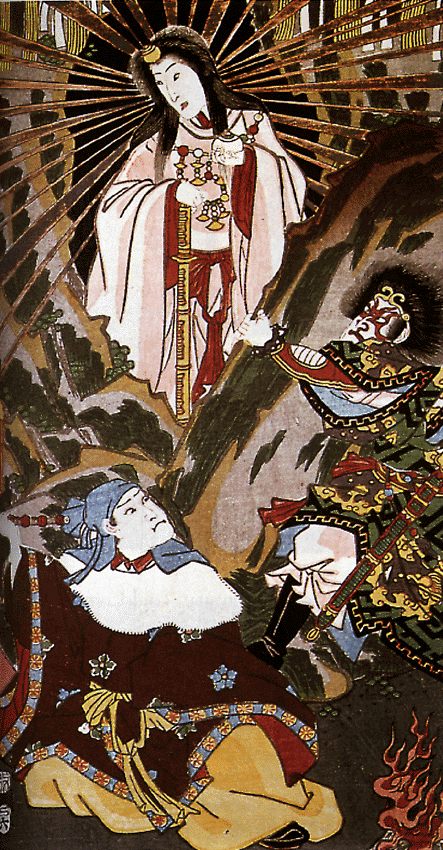
Bohyně slunce Amaterasu

Japonská mytologie je systém věr a náboženských představ japonské kultury vycházející z kultu přírody, šintoistického a buddhistického náboženství. Nejdůležitějším pramenem staré japonské mytologie jsou mytologické sbírky Kodžiki a Nihonšoki.
Japonské mýty blízce souvisí s původním japonským náboženstvím šintoismem. Mnohé japonské šintoistické svatyně jsou například zasvěceny božstvům, která jsou známa z mytologie. Velmi často se mýty vztahují ke konkrétním místům v zemi a souvisí s konkrétními historickými osobnostmi nebo událostmi. Velmi výrazný je kult přírody. Každá událost jako stavba domu, zabití zvířete, pokácení stromu a podobně byla chápána jako narušení rovnováhy, která se musela obnovit očistnými rituály
Podle indologa Michaela Witzela vykazuje japonská mytologie mnohé podobnosti s mytologiemi indoevropskými, ale také s mytologie Polynésie, jihovýchodní Asie a altajských národů. Jako příklad analogií uvádí podobnosti mezi mýtem o skrývající se sluneční bohyni Amaterasu a védským mýtem o jeskyni Vala ukrývající první úsvit nebo motiv „vytahování ostrovů“ stvořitelským párem Izanagim a Izanami, který má své protějšky v příbězích polynéských. Podobnosti s čínskou mytologií naopak vidí jen v mýtech které byly převzaly až v historické době: například v mýtech buddhistických nebo týkajících se svátku Tabaka a Polárky.

## Zdroje poznávání
Nezastupitelné místo v světové mytologii mají japonské kroniky Kodžiki a Nihonšoki. Kodžiki je nejstarším dílem o japonské mytologii a v překladu znamená Kronika dávných příběhů. Pochází z roku 712 a je to nejstarší japonská kniha. Nihonšoki je o něco mladší, pochází z roku 720 a v překladu znamená Japonská kronika. V podstatě jde o dva téměř výlučné zdroje informací o japonské mytologii.